# 112 (Band)
112 ist ein Musikquartett aus Atlanta, USA. Ihre Musik ist eine Mischung aus Hip-Hop, Gospel, R’n’B und Soul. Der Bandname ist einem Club entliehen, in dem Sean Combs einen Live-Auftritt der Band sah.

## Bandgeschichte
Das Quartett unternahm seine ersten musikalischen Gehversuche durch Auftritte bei Talentshows, in Schulen oder Kirchen, wodurch sie die Manager Courtney Sills und Kevin Wales kennenlernten. Durch diese beiden lernten sie Sean „P. Diddy“ Combs kennen, der sie bei seinem Label Bad Boy Entertainment unter Vertrag nahm.
Die Band veröffentlichte 1996 die Single Only You sowie eine Remixversion des Liedes, auf der auch The Notorious B.I.G. vertreten ist. Das Album 112 war ebenfalls erfolgreich in den Charts und konnte zweifachen Platinstatus erreichen. Die Gruppe veröffentlichte mehrere erfolgreiche Singles und Alben, bevor sie 2005 von P. Diddys Label Bad Boy zu Def Jam wechselten. Dort erschien im gleichen Jahr das Album Pleasure & Pain.

## Diskografie

### Studioalben
| Jahr | Titel                | Höchstplatzierung, Gesamtwochen, AuszeichnungChartplatzierungen (Jahr, Titel, Platzierungen, Wochen, Auszeichnungen, Anmerkungen) | Höchstplatzierung, Gesamtwochen, AuszeichnungChartplatzierungen (Jahr, Titel, Platzierungen, Wochen, Auszeichnungen, Anmerkungen) | Höchstplatzierung, Gesamtwochen, AuszeichnungChartplatzierungen (Jahr, Titel, Platzierungen, Wochen, Auszeichnungen, Anmerkungen) | Höchstplatzierung, Gesamtwochen, AuszeichnungChartplatzierungen (Jahr, Titel, Platzierungen, Wochen, Auszeichnungen, Anmerkungen) | Höchstplatzierung, Gesamtwochen, AuszeichnungChartplatzierungen (Jahr, Titel, Platzierungen, Wochen, Auszeichnungen, Anmerkungen) | Anmerkungen                            |
| Jahr | Titel                | DE | AT | CH | UK | US | Anmerkungen                            |
| ---- | -------------------- | --- | --- | --- | --- | --- | -------------------------------------- |
| 1996 | 112                  | — | — | — | — | US37 ×2Doppelplatin · (55 Wo.)US                                                                                                  | Erstveröffentlichung: 27. August 1996  |
| 1998 | Room 112             | — | — | — | — | US20 ×2Doppelplatin · (53 Wo.)US                                                                                                  | Erstveröffentlichung: Oktober 1998     |
| 2001 | Part III             | DE50 (2 Wo.)DE | — | — | UK— SilberUK | US2 Platin · (37 Wo.)US | Erstveröffentlichung: März 2001        |
| 2003 | Hot & Wet            | — | — | — | — | US22 (14 Wo.)US | Erstveröffentlichung: November 2003    |
| 2005 | Pleasure & Pain      | — | — | — | — | US4 Gold · (17 Wo.)US | Erstveröffentlichung: 29. März 2005    |
| 2017 | Q, Mike, Slim, Daron | — | — | — | — | US106 (1 Wo.)US | Erstveröffentlichung: 27. Oktober 2017 |

### Singles als Leadmusiker
| Jahr | Titel Album                                 | Höchstplatzierung, Gesamtwochen, AuszeichnungChartplatzierungen (Jahr, Titel, Album, Platzierungen, Wochen, Auszeichnungen, Anmerkungen) | Höchstplatzierung, Gesamtwochen, AuszeichnungChartplatzierungen (Jahr, Titel, Album, Platzierungen, Wochen, Auszeichnungen, Anmerkungen) | Höchstplatzierung, Gesamtwochen, AuszeichnungChartplatzierungen (Jahr, Titel, Album, Platzierungen, Wochen, Auszeichnungen, Anmerkungen) | Höchstplatzierung, Gesamtwochen, AuszeichnungChartplatzierungen (Jahr, Titel, Album, Platzierungen, Wochen, Auszeichnungen, Anmerkungen) | Höchstplatzierung, Gesamtwochen, AuszeichnungChartplatzierungen (Jahr, Titel, Album, Platzierungen, Wochen, Auszeichnungen, Anmerkungen) | Anmerkungen                                                          |
| Jahr | Titel Album                                 | DE | AT | CH | UK | US | Anmerkungen                                                          |
| ---- | ------------------------------------------- | --- | --- | --- | --- | --- | -------------------------------------------------------------------- |
| 1996 | Only You 112                                | — | — | — | UK— SilberUK | US13 Gold · (28 Wo.)US | Erstveröffentlichung: 13. Mai 1996 feat. The Notorious B.I.G. & Ma$e |
| 1996 | Come See Me 112                             | — | — | — | — | US33 (20 Wo.)US | Erstveröffentlichung: 21. Oktober 1996 feat. Mr. Cheeks              |
| 1997 | Cupid 112                                   | — | — | — | — | US13 Platin · (28 Wo.)US | Erstveröffentlichung: 16. Mai 1997                                   |
| 1998 | Love Me Room 112                            | — | — | — | — | US17 Gold · (16 Wo.)US | Erstveröffentlichung: 13. August 1998 feat. Ma$e                     |
| 1999 | Anywhere Room 112 / Young World: The Future | — | — | — | — | US15 (25 Wo.)US | Erstveröffentlichung: 28. Januar 1999 mit Lil’ Zane                  |
| 2000 | It’s Over Now Part III                      | — | — | — | UK22 (3 Wo.)UK | US6 (20 Wo.)US | Erstveröffentlichung: November 2000                                  |
| 2001 | Peaches & Cream Part III                    | — | — | — | UK32 Silber · (3 Wo.)UK | US4 (29 Wo.)US | Erstveröffentlichung: April 2001                                     |
| 2001 | Dance with Me Part III                      | — | — | — | — | US39 (20 Wo.)US | Erstveröffentlichung: 4. September 2001                              |
| 2003 | Na Na Na Na Hot & Wet                       | — | — | — | — | US75 (6 Wo.)US | Erstveröffentlichung: 22. Juli 2003 feat. Super Cat                  |
| 2003 | Hot & Wet                                   | — | — | — | — | US70 (9 Wo.)US | Erstveröffentlichung: 22. September 2003 feat. Ludacris              |
| 2005 | U Already Know Pleasure & Pain              | — | — | — | — | US32 (20 Wo.)US | Erstveröffentlichung: Januar 2005 feat. Foxy Brown                   |

Weitere Singles
- 1999: Love You Like I Did
- 2000: Your Letter
- 2004: Right Here for U
- 2005: What If

### Singles als Gastmusiker
| Jahr | Titel Album                        | Höchstplatzierung, Gesamtwochen, AuszeichnungChartplatzierungen (Jahr, Titel, Album, Platzierungen, Wochen, Auszeichnungen, Anmerkungen) | Höchstplatzierung, Gesamtwochen, AuszeichnungChartplatzierungen (Jahr, Titel, Album, Platzierungen, Wochen, Auszeichnungen, Anmerkungen) | Höchstplatzierung, Gesamtwochen, AuszeichnungChartplatzierungen (Jahr, Titel, Album, Platzierungen, Wochen, Auszeichnungen, Anmerkungen) | Höchstplatzierung, Gesamtwochen, AuszeichnungChartplatzierungen (Jahr, Titel, Album, Platzierungen, Wochen, Auszeichnungen, Anmerkungen) | Höchstplatzierung, Gesamtwochen, AuszeichnungChartplatzierungen (Jahr, Titel, Album, Platzierungen, Wochen, Auszeichnungen, Anmerkungen) | Anmerkungen                                                            |
| Jahr | Titel Album                        | DE | AT | CH | UK | US | Anmerkungen                                                            |
| ---- | ---------------------------------- | --- | --- | --- | --- | --- | ---------------------------------------------------------------------- |
| 1997 | I’ll Be Missing You No Way Out     | DE1 ×3Dreifachplatin · (28 Wo.)DE | AT1 ×2Doppelplatin · (23 Wo.)AT | CH1 ×2Doppelplatin · (33 Wo.)CH | UK1 ×4Vierfachplatin · (25 Wo.)UK | US1 ×3Dreifachplatin · (26 Wo.)US | Erstveröffentlichung: 27. Mai 1997 Puff Daddy feat. Faith Evans & 112  |
| 1997 | All Cried Out Allure               | — | — | — | UK12 (5 Wo.)UK | US4 (25 Wo.)US | Erstveröffentlichung: 12. August 1997 Allure feat. 112                 |
| 1997 | Sky’s the Limit Life After Death   | DE93 (3 Wo.)DE | — | — | UK35 (2 Wo.)UK | US26 Gold · (19 Wo.)US | Erstveröffentlichung: 25. November 1997 The Notorious B.I.G. feat. 112 |
| 2000 | Callin’ Me Young World: The Future | — | — | — | — | US21 (13 Wo.)US | Erstveröffentlichung: 6. Juni 2000 Lil' Zane feat. 112                 |
| 2002 | Hey Luv (Anything) Infamy          | — | — | — | — | US58 (15 Wo.)US | Erstveröffentlichung: Januar 2002 Mobb Deep feat. 112                  |

## Auszeichnungen für Musikverkäufe
| Goldene Schallplatte - Dänemark - 2020: für die Single I’ll Be Missing You - Frankreich - 1997: für die Single I’ll Be Missing You - Kanada - 2001: für das Album Part III - Spanien - 2024: für die Single I’ll Be Missing You Platin-Schallplatte - Belgien - 2002: für die Single Dance with Me - Italien - 2024: für die Single I’ll Be Missing You - Kanada - 1997: für die Single I’ll Be Missing You - 1998: für das Album 112 - Norwegen - 1997: für die Single I’ll Be Missing You | 2× Platin-Schallplatte - Australien - 1997: für die Single I’ll Be Missing You - Niederlande - 1997: für die Single I’ll Be Missing You 3× Platin-Schallplatte - Neuseeland - 2023: für die Single I’ll Be Missing You - Schweden - 1997: für die Single I’ll Be Missing You 4× Platin-Schallplatte - Belgien - 1997: für die Single I’ll Be Missing You |

Anmerkung: Auszeichnungen in Ländern aus den Charttabellen bzw. Chartboxen sind in ebendiesen zu finden.
| Land/RegionAuszeichnungen für Musikverkäufe (Land/Region, Auszeichnungen, Verkäufe, Quellen) | Silber     | Gold     | Platin       | Verkäufe   | Quellen              |
| -------------------------------------------------------------------------------------------- | ---------- | -------- | ------------ | ---------- | -------------------- |
| Australien (ARIA)                                                                            | —          | —        | 2× Platin2   | 140.000    | aria.com.au          |
| Belgien (BRMA)                                                                               | —          | —        | 5× Platin5   | 250.000    | ultratop.be          |
| Dänemark (IFPI)                                                                              | —          | Gold1    | —            | 45.000     | ifpi.dk              |
| Deutschland (BVMI)                                                                           | —          | —        | 3× Platin3   | 1.500.000  | musikindustrie.de    |
| Frankreich (SNEP)                                                                            | —          | Gold1    | —            | 250.000    | snepmusique.com      |
| Italien (FIMI)                                                                               | —          | —        | Platin1      | 100.000    | fimi.it              |
| Kanada (MC)                                                                                  | —          | Gold1    | 2× Platin2   | 250.000    | musiccanada.com      |
| Neuseeland (RMNZ)                                                                            | —          | —        | 3× Platin3   | 90.000     | radioscope.co.nz     |
| Niederlande (NVPI)                                                                           | —          | —        | 2× Platin2   | 150.000    | nvpi.nl              |
| Norwegen (IFPI)                                                                              | —          | —        | Platin1      | 20.000     | ifpi.no              |
| Österreich (IFPI)                                                                            | —          | —        | 2× Platin2   | 100.000    | ifpi.at              |
| Schweden (IFPI)                                                                              | —          | —        | 3× Platin3   | 90.000     | sverigetopplistan.se |
| Schweiz (IFPI)                                                                               | —          | —        | 2× Platin2   | 100.000    | hitparade.ch         |
| Spanien (Promusicae)                                                                         | —          | Gold1    | —            | 30.000     | elportaldemusica.es  |
| Vereinigte Staaten (RIAA)                                                                    | —          | 4× Gold4 | 9× Platin9   | 11.000.000 | riaa.com             |
| Vereinigtes Königreich (BPI)                                                                 | 3× Silber3 | —        | 4× Platin4   | 2.860.000  | bpi.co.uk            |
| Insgesamt                                                                                    | 3× Silber3 | 8× Gold8 | 39× Platin39 |            |                      |

## Auszeichnungen
- 1997: Grammy Award für den Song I’ll Be Missing You